# Max Amann (politicus)
Max Amann (München, 24 november 1891 - aldaar, 10 maart 1957) was een Duitse politicus en uitgever. Hij was een van de vroegste volgelingen van Adolf Hitler, die in de Eerste Wereldoorlog onder Amann gediend had (Amann was diens sergeant).

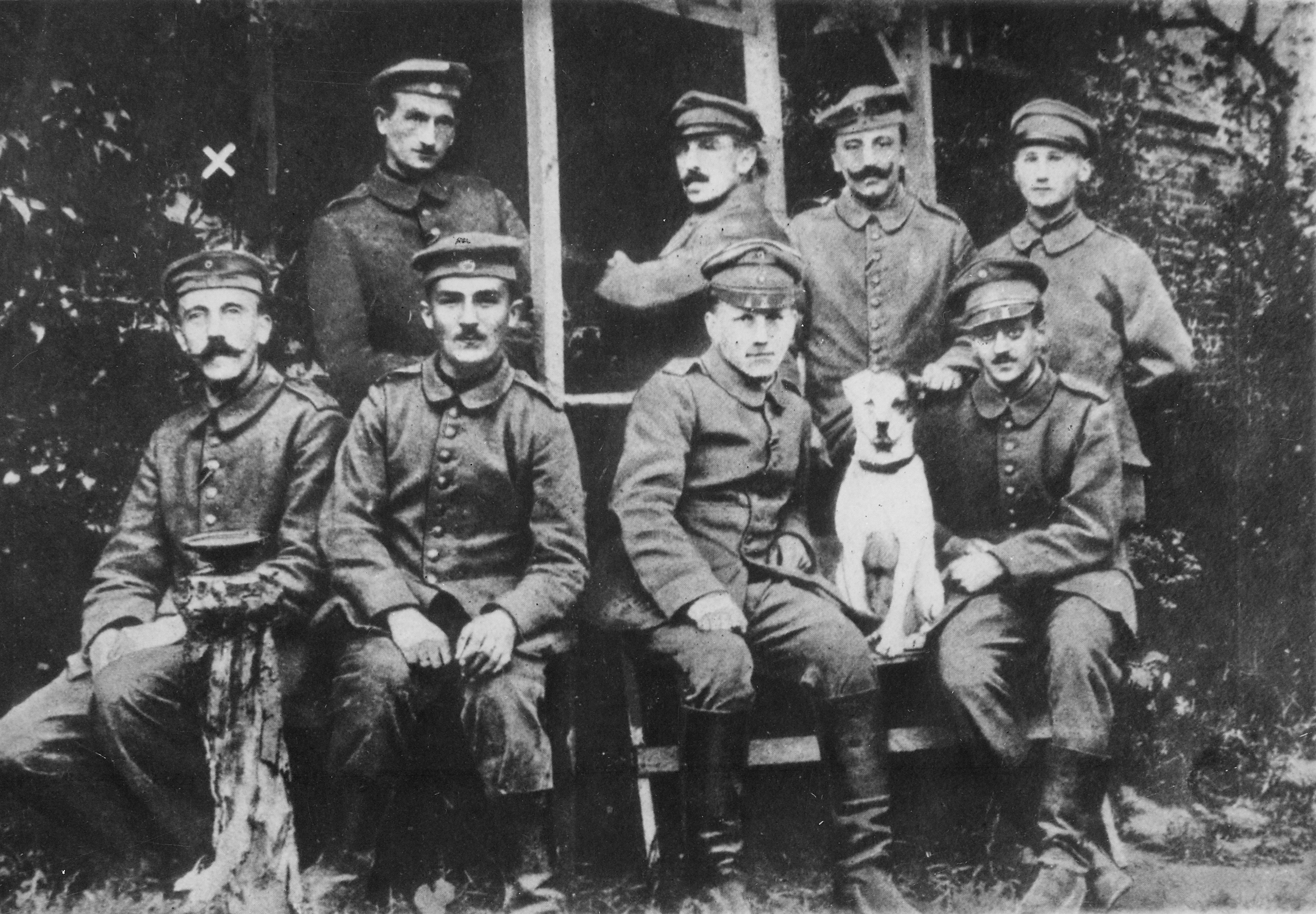
Max Amann (zittend, tweede van rechts) als soldaat tijdens de Eerste Wereldoorlog. Adolf Hitler is uiterst links. De foto werd genomen in regementsstabens tuin in Fournes-en-Weppes 1915.

Amann werd als een van de eersten in 1921 lid van de Nationaalsocialistische Duitse Arbeiderspartij (zijn partijlidmaatschapsnummer was drie) en nam in 1923 deel aan de Bierkellerputsch, waarvoor hij enige maanden in de gevangenis van Landsberg - waar ook hoofdcouppleger Hitler gevangen zat - moest doorbrengen. Van 1924 tot 1933 zat hij in de gemeenteraad van München en vervolgens van 1933 tot 1945 in de Rijksdag.
Amann organiseerde vanaf 1925 de uitgeverij van de NSDAP; bladen die hieruit voortkwamen waren onder andere de Völkischer Beobachter en Das Schwarze Korps. Vanaf 1933 was hij Reichsleiter für die Presse ('rijksleider voor de pers') en in datzelfde jaar kreeg hij ook de leiding over de Duitse persvereniging, waardoor hij de Duitse pers met het nationaalsocialisme kon 'gelijkschakelen'. In 1941 werd hij benoemd tot SS-Obergruppenführer maar dit betrof slechts een eretitel.
Amann was ook betrokken bij de totstandkoming van Mein Kampf. Hij schreef de tweede druk op de typemachine terwijl deze door Hitler werd gedicteerd. Ook wist hij deze te overreden de titel in Mein Kampf om te zetten. Hitler had zijn boek oorspronkelijk Viereinhalb Jahre Kampf gegen Lüge, Dummheit und Feigheit als titel meegegeven.
Na de oorlog werd Amann in 1948 tot tien jaar dwangarbeid veroordeeld en kreeg in 1953 amnestie. Hij overleed vier jaar later op 65-jarige leeftijd.

## Familie
Op 3 februari 1919 trouwde Amann met Anna Frichs (geboren 10 mei 1895 in St. Johann). Het echtpaar kreeg vijf zonen en twee dochters.

## Carrière
Amann bekleedde verschillende rangen in zowel de Deutsche Heer als Allgemeine-SS. De volgende tabel laat zien dat de bevorderingen niet synchroon liepen.
| Datum           | Deutsche Heer                       | Allgemeine-SS            | NSDAP                  |
| --------------- | ----------------------------------- | ------------------------ | ---------------------- |
| 1913            | Gefreiter                           | —                        | —                      |
| 1914            | Unteroffizier                       | —                        | —                      |
|                 | Feldwebel en Offizier Stelvertreter | —                        | —                      |
| 15 maart 1932   | —                                   | Ere-SS-Gruppenführer     | —                      |
| 2 juni 1933     | —                                   | —                        | Reichsleiter der NSDAP |
| 30 januari 1936 | —                                   | Ere-SS-Obergruppenführer | —                      |

## Lidmaatschapsnummers
- NSDAP-nr.: 3[13] (lid geworden op 1 oktober 1921; opnieuw lid 27 februari 1925[5][6])
- SS-nr.: 53 143 (lid geworden op 15 maart 1932[6] - 11 september 1931[5])

## Decoraties
Selctie:
- IJzeren Kruis 1914, 2e Klasse[7][5][4]
- Erekruis voor Frontstrijders in de Wereldoorlog[7][14] in 1934[5][4]
- Landesorden
- Bloedorde[14][7] in 1934[5][4]
- Gouden Ereteken van de NSDAP[14][7] op 1 december 1933[5][4]
- Coburg-insigne[4] in oktober 1932[5]
- Ehrenzeichen Pionier der Arbeit op 1 mei 1941[5][4]
- Dienstonderscheiding van de NSDAP in goud[14][5][4]
- SS-Ehrenring[14][7]
- Ehrendegen des Reichsführers-SS met speciale inscriptie van de Reichsführer-SS ("voor Meinem lieben Max Amann")[7] op 24 november 1940[14][4]
- Ehrenwinkel der Alten Kämpfer[14] in 1934[4]
- Kruis voor Oorlogsverdienste, 1e Klasse  en 2e Klasse[5][4]
- Julleuchter der SS op 16 december 1935[5][4]

- Bibliothèque nationale de France: cb15524095m (data)
- Gemeinsame Normdatei: 116296666
- International Standard Name Identifier: 0000 0000 5535 0818
- Library of Congress Control Number: nr89010646
- Nationale Bibliotheek van Tsjechië: xx0068132
- Nationale Bibliotheek van Israël: 987007290918705171
- SNAC: w68h28qz
- Virtual International Authority File: 52438389
- WorldCat: E39PBJw4wGTBDM4XdvQgkmcwYP